# Xenochodaeus simplex
Xenochodaeus simplex är en skalbaggsart som beskrevs av Leconte 1854. Xenochodaeus simplex ingår i släktet Xenochodaeus och familjen Ochodaeidae. Inga underarter finns listade i Catalogue of Life.